# 休斯顿影评人协会
休斯顿影评人协会（英語：Houston Film Critics Society）是美国南部德克萨斯州休斯顿的一个影评人协会。第一次颁布奖项是在2007年，建立者是丹尼·明顿、尼克·尼科尔森。

## 分类
其主要奖项有：
- 最佳影片
- 最佳外语片
- 最佳摄影
- 最佳女主角
- 最佳男主角
- 最佳男配角
- 最佳女配角
- 最佳动画片
- 最佳纪录片
- 最佳原创歌曲
- 最佳原创音乐
- 最佳剧本
- 最差影片（英語：Worst Film）

## 多奖得主
休斯顿影评人协会多奖得主有：《拆弹部队》、《在云端》、《逃离德黑兰》、《返老还童》、《为奴十二年》、《社交网战》。